# Chalcophaps longirostris
La palomita esmeralda cabeciparda (Chalcophaps longirostris) es una especie de ave columbiforme de la familia Columbidae propia de Oceanía. Anteriormente era considerada una subespecie de la palomita esmeralda dorsiverde (Chalcophaps indica) pero en la actualidad es tratada como especie separada.

## Subespecies
Se reconocen las siguientes subespecies:
- C. l. timorensis Bonaparte, 1856 – en el este de las islas menores de la Sonda;
- C. l. longirostris Gould, 1848 – en el norte de Australia;
- C. l. rogersi Mathews, 1912 – en el este de Australia, las islas Lord Howe, Norfolk y Nueva Guinea;
- C. l. sandwichensis Ramsay, EP, 1878 – en las islas Santa Cruz, Banks, Vanuatu y Nueva Caledonia.